# Schwindkirchen
Schwindkirchen ist mit etwa 300 Einwohnern der zweitgrößte Gemeindeteil der Stadt Dorfen und liegt an der östlichen Grenze des oberbayerischen Landkreises Erding am nördlichen Rand des Gattergebirges. Bis zur Gebietsreform 1972 war Schwindkirchen eine zum Landkreis Mühldorf am Inn gehörige Gemeinde.

## Geschichte
Das an der Goldach gelegene Pfarrdorf Schwindkirchen wird unter Bischof Arbeo von Freising (764–784) erstmals urkundlich erwähnt. Aufgrund des Ortsnamens ist sicher, dass ein früher Kirchenbau existierte. Die Pfarrei Schwindkirchen dürfte im frühen Hochmittelalter entstanden sein. Im späten Frühmittelalter und im Hochmittelalter gab es einen höher gestellten Ortsadel. Bereits mit Bischof Atto von Freising (783/784–810/811) wird ein Einhard von Schwindkirchen erwähnt. Er übte die Vogteirechte, verbunden mit der niederen Gerichtsbarkeit, über die Klöster Tegernbach und Mainbach (beide im nahen Umkreis von Schwindkirchen) aus. Die Nachrichten über diese Familie sind sehr spärlich: 1120 finden sich in Urkunden ein Otto de Swinkirha und Ekkehardt; 1203 bzw. 1226 sind noch Nachfahren erwähnt, spätere Nachrichten fehlen.
Bis zu deren Auflösung 1806 gehörte der Ort zur dem bayerischen Kurfürstentum eingegliederten Grafschaft Haag. 1818 entstand mit dem Gemeindeedikt die Gemeinde Schwindkirchen. Am 25. November 1864 wurde die bis dahin selbständige Gemeinde Stollnkirchen eingemeindet. Die Gemeinde mit ihren 21 Gemeindeteilen lag zunächst im Bezirksamt Wasserburg und kam dann am 1. Januar 1880 zum Bezirksamt Mühldorf. Schließlich wechselte Schwindkirchen am 1. Juli 1972 durch die Eingliederung in die Stadt Dorfen in den Landkreis Erding. 1969 wurde am westlichen Ortsrand die Georg-von-Dillis-Siedlung und in den Jahren um 1980 am südlichen Ortsrand die Siedlung Steinberg angelegt. 1969 wurde die Hauptschule Schwindkirchen nach Dorfen verlegt.

Blick in die ehem. Gemeinde Schwindkirchen, mit ihrem Anteil an den Höhenlagen des Gattergebirges. Links hinter Schwindkirchen das große hügelige Waldgebiet des Hangmaul, rechts im Vordergrund der Weiler Straß.

## Sehenswertes

### Pfarrkirche Maria Himmelfahrt
Der heutige Kirchenbau wurde 1782/83 an Stelle eines gotischen Vorgängerbaus, von dem der Spitzhelm-Kirchturm übernommen wurde, von dem Münchener Hofbaumeister Leonhard Matthäus Gießl errichtet. Es entstand eine Kirche im Übergangsstil vom Spätrokoko zum Frühklassizismus.

Innensicht

Das Langhaus hat drei Joche mit Abschrägungen zum Chor und besitzt ein Lattengewölbe und der Chor ist zweijochig mit halbrundem Abschluss. Die Stuckarbeiten fertigte der Hofstukkateur Franz Xaver Feuchtmayer der Jüngere und die Deckengemälde stammen vom Hofmaler Christian Wink. Den Kreuzweg fertigte der Hofmaler F.I. Oefele, dessen Rahmen noch aus der alten Kirche stammt. Den Hochaltar schuf Anton Fackler (Dorfen), die Bildhauerarbeiten dafür stammen von Christian Jorhan dem Älteren aus Landshut. Das Langhaus-Fresko stellt die Verkündigung Mariens und das im Chor Mariens Krönung dar. Das Hochaltarbild, aus der alten Kirche übernommen, zeigt die Himmelfahrt Mariens. Die Seitenaltäre fertigte Chr. Jorhan d. Ält.

### Pfarrhof
Er stellt einen typischen Ökonomie-Pfarrhof dar, dessen Hauptbau ein modernisierter Barockbau ist. 1575 wurde eine Landwirtschaft im Pfarrhof erstmals erwähnt. Der Stadel ist das größte Gebäude im Pfarrhof, er dient zuerst als Zehntstadel. 1771–1773 Neubau des Getreidestadels mit Pferde- und Kuhstall. Im Jahre 1903 wird die Landwirtschaft aufgegeben. 1989–1991 wird in die Raumschale des renovierten Stadels das Pfarrheim „Wolfgang-Meier-Haus“ (benannt nach Wolfgang Meier) eingebaut.

### Schwindkirchen 26
Einfirsthof, zweigeschossiger Flachsatteldachbau mit Quaderung und Fassadenmalerei, rückwärts Ständerriegel- und Bundwerkteil, um 1840/50.

Schwindkirchen, Ansicht von Nord
Grundschule Schwindkirchen
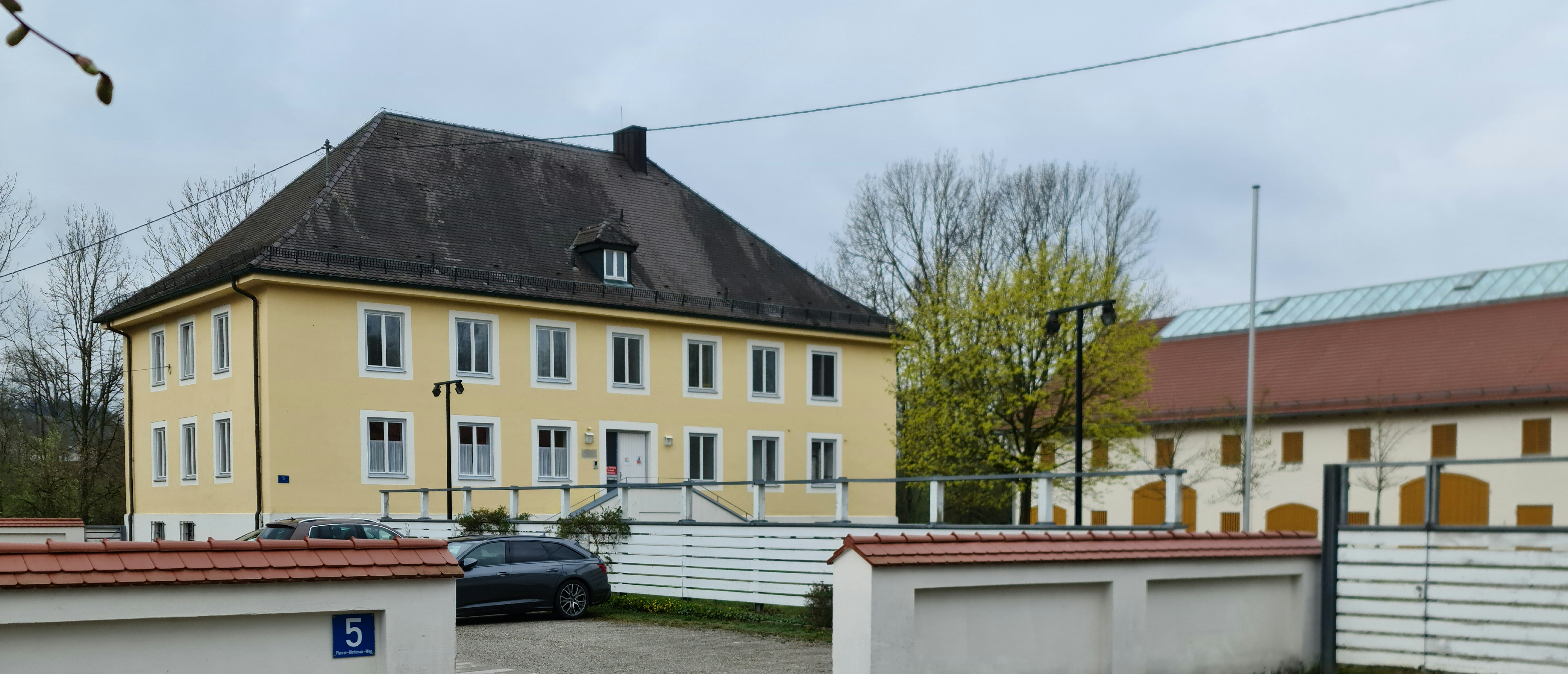
Pfarrhof
Schwindkirchen 26